# Ханьян
Ханьян (спрощ.: 汉阳区; кит. трад.: 漢陽區; піньїнь: Hànyáng Qū) — один з районів міста Ухань (провінція Хубей, Китай). До 1949 року був окремим містом. Розташований на правому березі річки Ханьшуй, в місці її впадання в річку Янцзи, навпроти Ханькоу. Ханьян є найзахіднішим районом з тих трьох районів Уханю, що колись були окремими містами і були об'єднані (інші Ханькоу і Учан). На початку 1900-х років тут було побудовано перший в Китаї сучасний металургійний завод і, крім того, Ханьян був ключовим арсенальним містом. В 1949 році, після утворення Китайської Народної Республіки, був об'єднаний з Ханькоу і Учаном. Площа району становить 108 км², населення 837 263 осіб осіб (2022).

## Назва
Назва «Ханьян» означає «бік Ян річки Хань», що стосується історичного розташування міста на північному («ян») березі гирла річки Хань. Однак в нижній течії, біля міста, річка Хань змінила русло на північний бік міста за часів правління Ченхуа династії Мін. Місто, яке зараз знаходиться на південному («інь») боці річки, мало б бути перейменовано на «Ханінь» згідно з угодою про найменування, але назва «Ханьян» залишилася такою, як вона була усталеною з часів династії Суй (581—618 рр. н. е.).

## Історія
У 1938—1945 роках Ханьян був окупований японцями.

## Населення
У 2016 році населення району становило 648 500 осіб. Згідно з комюніке сьомого національного перепису населення Уханя, постійне населення Ханьяна становить 837 263 осіб: 51,48 % чоловіків і 48,52 % жінок, 13,44 % у віці 0-14 років, 67,43 % у віці 15-59 років, 19,14 % старше 60 років і 12,33 % старше 65 років.